# St. Johannes Baptist (Tauberscheckenbach)

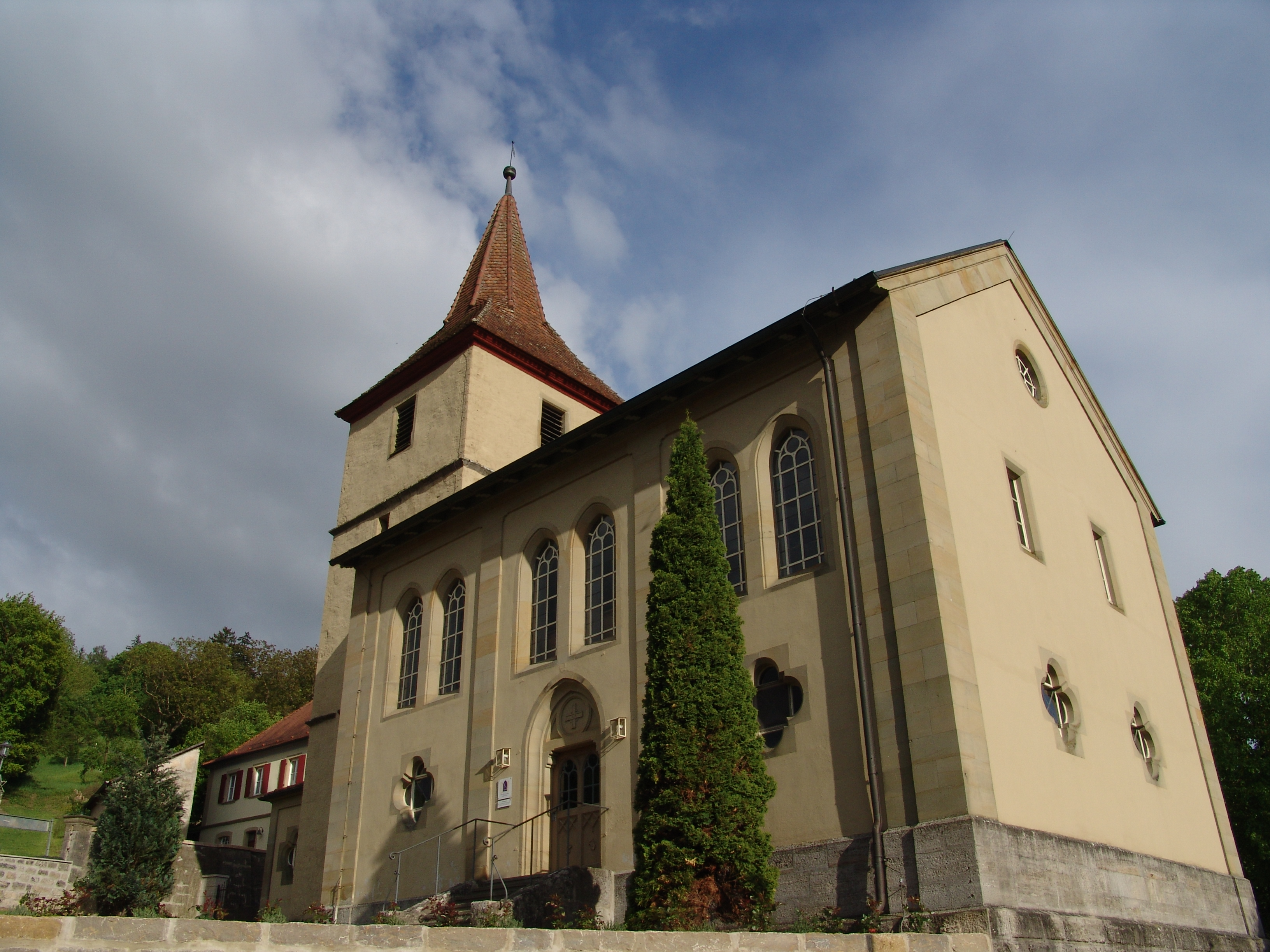
St. Johannes Baptist (Tauberscheckenbach)

Die denkmalgeschützte, evangelisch-lutherische Pfarrkirche St. Johannes Baptist steht in Tauberscheckenbach, einem Gemeindeteil der Gemeinde Adelshofen im Landkreis Ansbach (Mittelfranken, Bayern).Die Kirche ist unter der Denkmalnummer D-5-71-111-24 als Baudenkmal in der Bayerischen Denkmalliste eingetragen. Die Kirche gehört zur Pfarrei Adelshofen im Dekanat Rothenburg ob der Tauber im Kirchenkreis Ansbach-Würzburg der Evangelisch-Lutherischen Kirche in Bayern.

## Beschreibung
Das neugotische zweigeschossige Langhaus, dessen Wände mit Lisenen gegliedert sind, und das mit einem Satteldach bedeckt ist, wurde 1863 anstelle des baufälligen Vorgängerbaus neu gebaut. Die Saalkirche wurde am 16. September 1866 eingeweiht. Der Chorturm blieb im Kern erhalten. Seine beiden unteren Geschosse stammen aus dem 14. Jahrhundert. Er wurde 1723 mit einem Geschoss aufgestockt, das den Glockenstuhl beherbergt, und mit einem achtseitigen Knickhelm bedeckt. Zur Kirchenausstattung gehört ein Altar, der von vier Statuetten gesäumt wird, von Maria, vom Evangelist Johannes, von Johannes dem Täufer und von Sankt Sebastian. Sie werden der Werkstatt von Tilman Riemenschneider zugeschrieben. Die von Georg Holländer gebaute Orgel wurde 1934 aufgestellt.